# Mazuela (Burgos)
Mazuela ist eine nordspanische Landgemeinde (municipio) mit 56 Einwohnern (Stand: 2024) im Süden der Provinz Burgos in der Autonomen Gemeinschaft Kastilien-León. 

## Lage und Klima
Mazuela liegt in der kastilischen Hochebene (meseta) gut 28 km westsüdwestlich der Provinzhauptstadt Burgos in einer Höhe von ca. 825 m. Das Klima ist gemäßigt bis warm; Regen (ca. 549 mm/Jahr) fällt übers Jahr verteilt.

## Bevölkerungsentwicklung
| Jahr      | 1970 | 1981 | 1991 | 2001 | 2011 | 2021 |
| Einwohner | 118  | 70   | 71   | 62   | 74   | 57   |

## Sehenswürdigkeiten
- Stefanuskirche (Iglesia de San Esteban Protomartír)